# Спинето (Катанцаро)
Спинето је насеље у Италији у округу Катанцаро, региону Калабрија.
Према процени из 2011. у насељу је живело 83 становника. Насеље се налази на надморској висини од 376 м.